# Chapelle Saint-Pierre de Vénéjan
La chapelle Saint-Pierre est une chapelle romane située à Vénéjan dans le département français du Gard en région Occitanie.

## Localisation
La chapelle se dresse, isolée au milieu des vignes, au lieu-dit L'Olivette à 1,6 km au nord-est du village de Vénéjan, à l'extrémité nord de la commune.

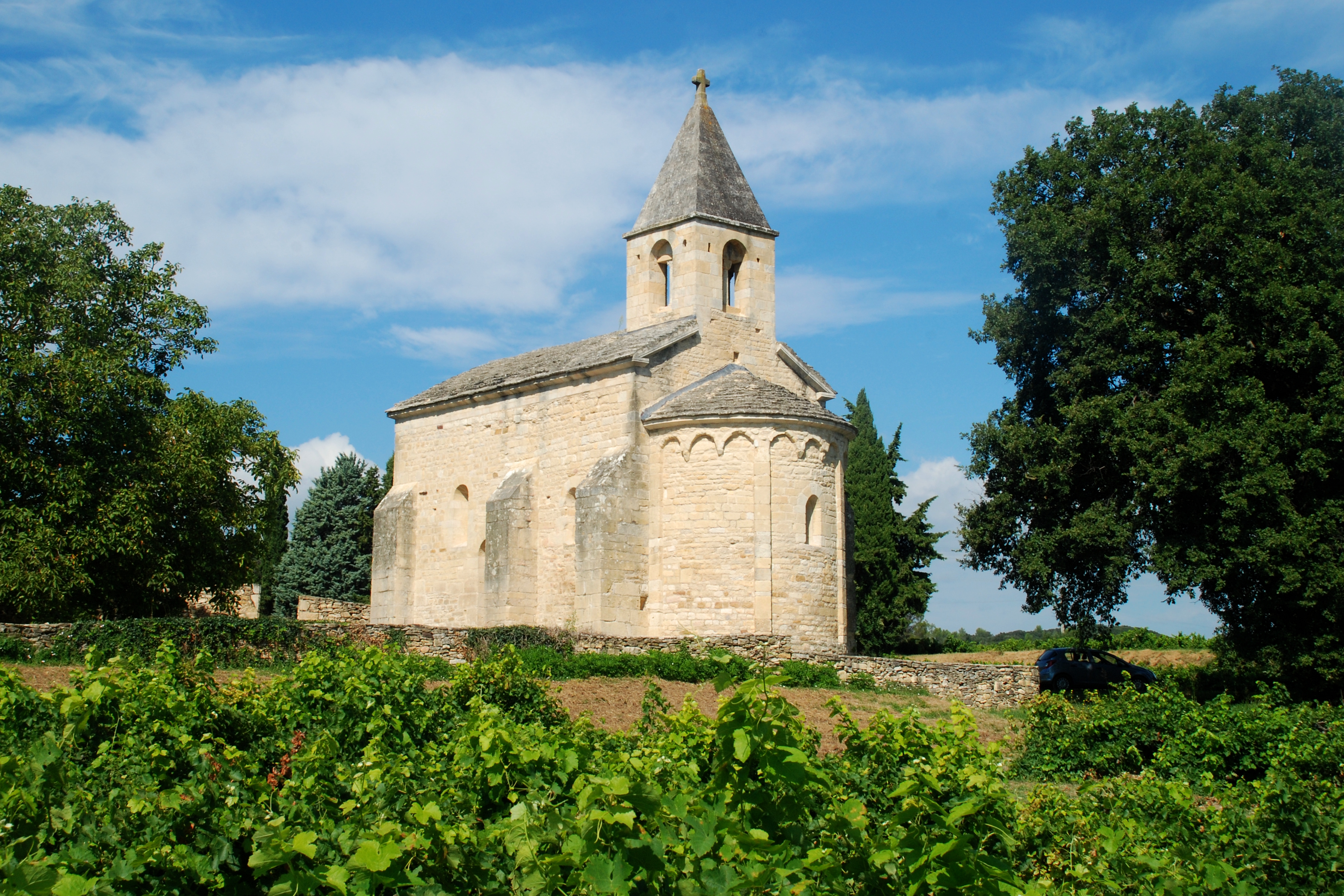
La chapelle au milieu des vignes.

## Historique
La chapelle Saint-Pierre est une chapelle romane du XIIe siècle.
Le village de Vénéjan est mentionné dès 1121 sous le nom de Castrum de Venejano. Plus tard, il apparaît sous le nom de Venejanum en 1384. Ce n'est qu'à partir de 1550 qu'il apparaît sous le nom de Vénéjan.

## Statut patrimonial
Propriété privée, la chapelle fait l'objet d'un classement au titre des monuments historiques depuis le 12 décembre 1996.

## Architecture

### Le chevet roman lombard
L'église, couverte de lauzes, possède un beau chevet de style roman lombard à abside unique.
Cette abside semi-circulaire, édifiée en pierre de taille assemblée en appareil irrégulier, présente une décoration de bandes lombardes composées de lésènes et d'arcades groupées par trois. 
L'abside est percée d'une fenêtre absidiale unique, à simple ébrasement.

### La façade méridionale
La façade méridionale, soutenue par trois puissants contreforts, est percée d'une porte en plein cintre à simple ébrasement surmontée d'un tympan et de deux baies, cintrées elles aussi et placées à des hauteurs différentes.

### Le clocher
La toiture de lauzes est surmontée d'un élégant clocher carré percé de quatre baies campanaires à colonnettes et de trous de boulin (trous laissés par les échafaudages).
Ce clocher, à l'appareil plus régulier que le pignon qu'il prolonge, est sommé d'un toit à flèche pyramidale en pierre terminé par une croix elle aussi en pierre.

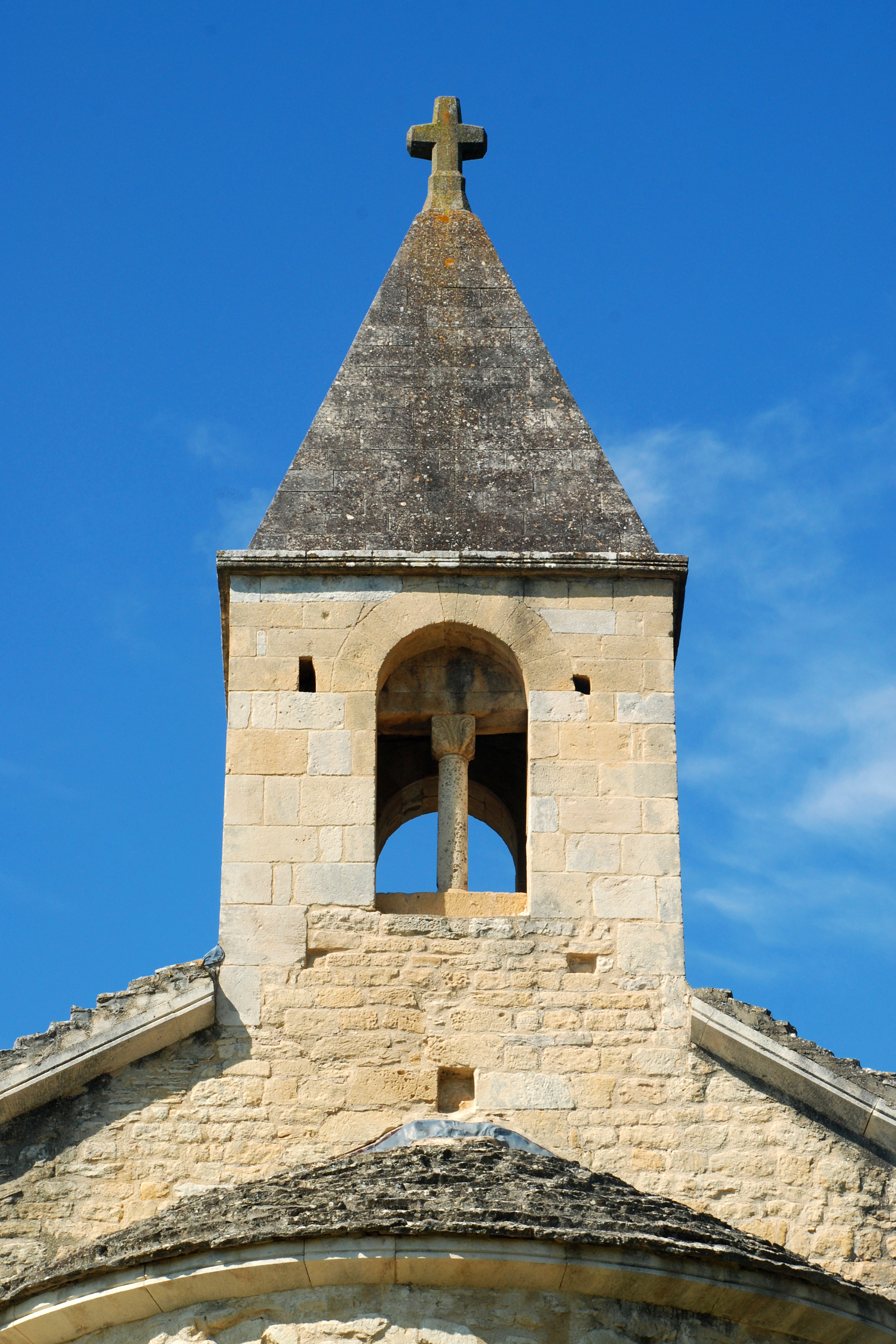
Le clocher.
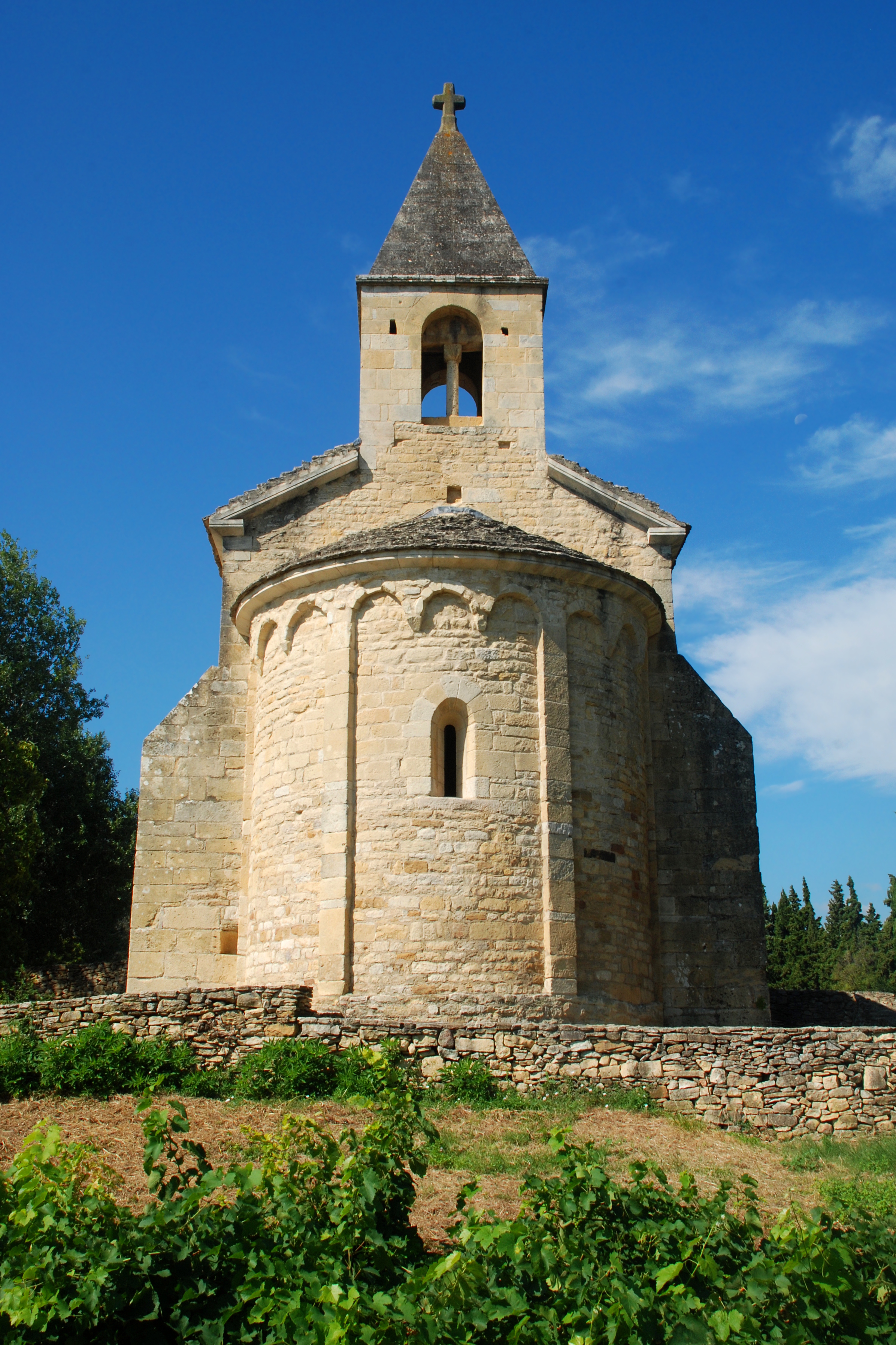
Chevet et clocher.
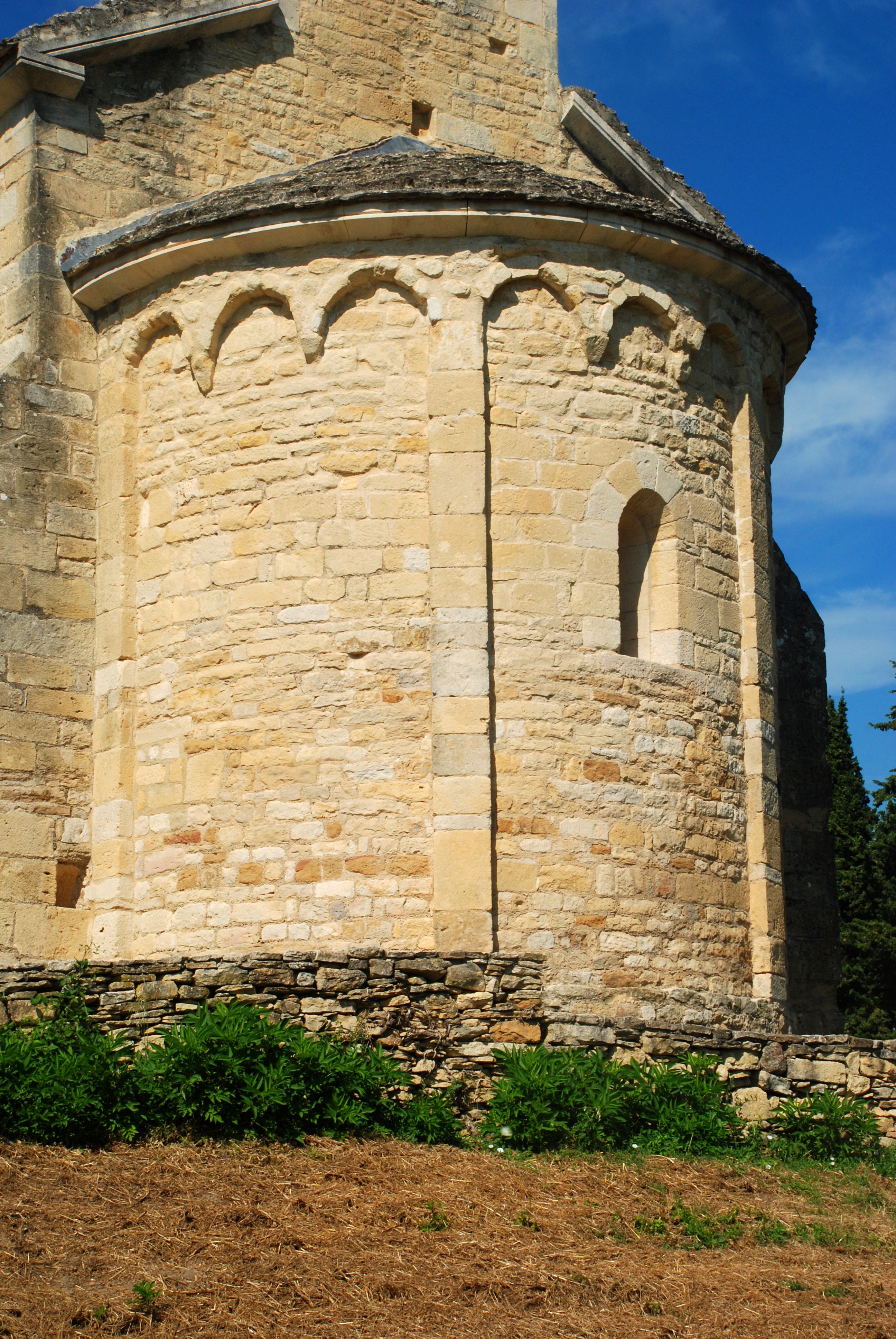
Le chevet.